# Trục ma quỷ

"Trục ma quỷ" theo lời Bush bao gồm Iran, Iraq, và Bắc Triều Tiên (màu đỏ đậm).
"Trục ma quỷ kề cận" bao gồm Cuba, Libya, và Syria (màu cam).

"Trục ma quỷ" ("Axis of evil") hay liên minh ma quỷ, liên minh diệt vong còn được gọi là danh sách "các quốc gia tài trợ cho khủng bố" là một thuật ngữ được đặt ra bởi Tổng thống Hoa Kỳ George W. Bush trong Thông điệp Liên bang ngày 29 tháng 1, năm 2002 nhằm miêu tả các chính phủ mà ông cáo buộc là giúp đỡ chủ nghĩa khủng bố và theo đuổi vũ khí hủy diệt hàng loạt. Tổng thống Bush đã đưa Iran, Iraq, và CHDCND Triều Tiên vào bài diễn văn này. Đến ngày 11 tháng 10 năm 2008, CHDCND Triều Tiên đã được đưa ra khỏi danh sách này.

## Định nghĩa
Đoạn phát biểu của Tổng thống Bush có thể được dịch như sau:
Nhiệm vụ thứ hai của chúng ta là ngăn cản những chế độ (khủng bố) đỡ đầu cho khủng bố đe dọa đến nước Mỹ, bè bạn và đồng minh của chúng ta bằng vũ khí hủy diệt hàng loạt. Một số trong những chế độ đó đã im hơi lặng tiếng kể từ vụ 11 tháng 9. Nhưng chúng ta biết rõ bản chất thật của chúng. Bắc Triều Tiên là một chế độ đang sở hữu tên lửa và vũ khí hủy diệt hàng loạt, trong khi bỏ đói công dân của mình.
Iran tích cực theo đuổi các loại vũ khí và bán cho khủng bố, trong khi chính phủ phi dân bầu bóp nghẹt hy vọng tự do của người dân.
Iraq tiếp tục bày tỏ thái độ thù địch đối với nước Mỹ và tài trợ cho khủng bố. Chính thể của Iraq đã âm mưu phát triển vũ khí gây bệnh than, khí kích động thần kinh, và vũ khí hạt nhân trong hơn một thập kỷ qua. Đây là một chế độ đã từng sử dụng khí độc để sát hại hàng nghìn người dân của chính mình—vứt xác những người mẹ lên trên những đứa con đã chết của họ. Đây là một chế độ đã chấp thuận thanh sát quốc tế—rồi lại tống cổ các thanh sát viên. Đây là một chế độ có nhiều điều che đậy đối với nền văn minh thế giới.

Những chính quyền như vậy, và những đồng minh khủng bố của chúng, đang tạo thành một trục ma quỷ, đang gây chiến và đe dọa đến nền hòa bình thế giới. Bằng việc theo đuổi vũ khí hủy diệt hàng loạt, những chế độ đó đã và đang tạo ra một mối nguy nghiêm trọng và ngày càng lớn hơn. Họ có thể cung cấp những vũ khí này cho khủng bố, trao cho chúng phương tiện chống lại thứ chúng thù địch. Chúng có thể tấn công đồng minh của chúng ta hay âm mưu đe dọa nước Mỹ. Dù trong bất cứ trường hợp nào, cái giá của sự lãnh đạm cũng sẽ là một thảm họa.— George W. Bush, Thông điệp Liên Bang 2002